# Ice Age: Continental Drift
Ice Age: Continental Drift (conocida como La era de hielo 4 en Hispanoamérica y Ice Age 4: La formación de los continentes en España y Hispanoamérica) es la cuarta película de la franquicia Ice Age. Es una película estadounidense hecha con gráficos 3D por computadora (CGI), dirigida por Steve Martino y Mike Thurmeier con las voces de Ray Romano, John Leguizamo, Denis Leary, Queen Latifah, Seann William Scott, Josh Peck, Wanda Sykes, Keke Palmer, Chris Wedge, Peter Dinklage, Jennifer Lopez, Drake y Nicki Minaj.
La película es la cuarta entrega de la serie de Ice Age y es producida por Blue Sky Studios y distribuida por 20th Century Fox, luego de lanzarla 10 años después. El filme es la segunda entrega de la serie que utilizará el Digital 3D. La película se estrenó en los Estados Unidos el 13 de julio de 2012.

## Argumento
La película comienza con Scrat y su bellota. Está buscando un lugar para enterrar a su bellota pero el rompe una montaña, el cae y llega hasta el centro de la Tierra. Scrat empieza a correr sobre el núcleo para atrapar a su bellota pero causa que Pangea se separé rápidamente y los continentes se empiecen a formar. Scrat logra agarrar la bellota pero sale disparado junto a su bellota hasta que se estrella en un témpano de hielo y que al final la bellota se aleje de él.
Peaches (Morita en Hispanoamérica y Melocotón en España), la hija de Manny, ahora es una adolescente y se pasa el tiempo con su mejor amigo, un topo llamado Louis. Peaches está enamorada del mamut Ethan, pero Manny es muy sobreprotector y no la deja ir a las cataratas, donde van Ethan y todos los mamuts adolescentes. Sid es visitado por sus padres, que después de encargarle a la cascarrabias de su Abuelita, lo distraen y lo abandonan otra vez. Manny sorprende a Peaches en las cataratas sin permiso, y enfadado, le regaña fuertemente delante de todos sus amigos, humillándola y castigándola por no haberle hecho caso. Peaches y Manny discuten y Peaches dice que desearía que Manny no fuera su padre. Justo en ese momento, una profunda grieta separa a Manny de su familia. Manny, Sid y Diego quedan en un témpano de hielo en medio del mar; Ellie, Peaches y los demás animales se ven obligados a emigrar a un puente de tierra, el único sitio en el que estarán a salvo. Peaches se lamenta por lo que acaba de pasar, creyendo que es su culpa y que quizá no volvería a ver a su padre, pero Ellie la reconforta diciendo que Manny las encontrará pase lo que pase.
Más tarde y luego de atravesar una fuerte tormenta, los protagonistas encuentran a la abuelita de Sid, quien estaba durmiendo en un tronco durante la tormenta. Mientras tanto, Scrat encuentra su bellota en el fondo del mar y usando una piedra, baja hasta el fondo para buscarla, pero la bellota tiene dibujado en el interior en la cáscara un mapa, que le dice como llegar a un lugar lleno de bellotas. Poco después, los protagonistas son capturados por piratas liderados por el capitán Gutt (capitán Tripa en Hispanoamérica), un malvado gorila. Cuando los protagonistas se niegan a ser piratas, el Capitán Gutt decide arrojarlos al mar, pero Manny, Sid, Diego, Abuelita y Scrat (que también había sido capturado por los piratas) destruyen el barco y escapan. La primera oficial de Gutt, la tigre Shira, se separa de los demás piratas al hundirse el barco, y es capturada por Manny y los demás. Estando como prisionera, Shira es convencida por Diego de que ella no es importante para los piratas y de que él forma parte de una familia, y que por eso huyó de su manada.
Llegan a una isla en la que descubren la "Caleta del Retorno", que pueden usar para volver a casa. Los piratas están en la isla y obligan a los damanes (animales semejantes a marmotas), a construirles un nuevo barco. Manny decide quitárselo y Sid convence a los damanes para que los ayuden. Shira escapa y se reúne con el capitán Gutt, delatando los planes de Manny, Diego y Sid. Sin embargo, con la ayuda de los demás, los protagonistas logran tomar el barco. Shira decide dejar de trabajar para el capitán Gutt, ya que está enamorada de Diego, pero se queda para distraer a los piratas mientras los protagonistas escapan. En un ataque de rabia, Gutt parte un iceberg en dos, lo usa como barco, lo llama "Dulce Venganza" y zarpa dispuesto a vengarse.
Scrat trata de escapar volando de la isla como un avión de hoja, pero es devorado por un tiburón al caer al ver que su bellota cayó en lo profundo del mar, al ir por su bellota, la presión del agua hace que quede flaco y quede como antigravedad y sin respirar en el agua. Mientras están en un paseo, Peaches, para quedar muy adelante de los adolescentes, les dice que no es amiga de Louis, pero Louis la oye, y se le rompe el corazón, ya que estaba enamorado de Peaches. Louis se marcha y Peaches se entristece, y cuando ocurre un derrumbe dentro de la cueva donde estaban, Peaches se enfada con los adolescentes y se separa de ellos.
Navegando en medio de la noche, Diego se muestra inquieto y preocupado, por lo que Manny le da ánimos creyendo que era por Gutt y sus secuaces, pero al descubrir que Diego está enamorado de Shira, Manny y Sid se burlan de él. Los protagonistas se encuentran con sirenas mientras pasan por una cueva, que adoptan la forma de Ellie y Peaches, Shira y dos perezosos, pero Manny se da cuenta de que es una trampa y escapan. Scrat se encuentra también con una sirena que adopta la forma de Scrattie primero y luego de una bellota. Scrat, creyendo que es de verdad, trata de enterrarla y es atacado por las demás sirenas. 
Los protagonistas llegan a casa, solo para ver que el puente de tierra se ha destruido y pierden la esperanza, pero los piratas han llegado antes y capturan a Ellie y Peaches. Manny se entrega a Gutt a cambio de que las libere, pero Gutt no cumple su parte del trato. Louis, a pesar de su pequeño tamaño, se enfrenta a los piratas y logra liberar a Peaches. Con la ayuda de Shira y Preciosa, la ballena mascota de Abuelita, los protagonistas luchan contra los piratas. Gutt trata de matar a Ellie, que todavía está atada, pero Peaches salva a su madre usando acrobacias como una zarigüeya, demostrando a Manny que ya se ha hecho mayor.
Manny salva a ambas pero cuando iba a escapar Gutt lo atrapa. Ambos pelean sobre un pedazo de hielo que se desliza como patineta. Cuando Gutt estaba a punto de vencer a Manny, este lo lanza a Gutt fuera del iceberg, Manny sale disparado hacia la intemperie pero Sid, Abuelita y Preciosa lo salvan. Mientras tanto Gutt cae a una gruta llena de sirenas y una sirena lo seduce convirtiéndose en una simia que lo atrapa en una enorme ostra. Manny vuelve con su familia y como el valle ha quedado destruido, Preciosa lleva a todos los animales a un nuevo continente, Shira se une al grupo.
Scrat llega finalmente a una isla de bellotas llamada Scratlántis, el sitio indicado por el mapa. Es llevado por Ariscratle el rey de las Ardillas y Scrat enloquece al ver ese mundo, pero ve una bellota gigante (un tapón gigante), y aunque le advierte que se controle, enloquecido e incapaz de aguantar, destapa la bellota gigante. La isla se hunde, y Scrat termina en medio del desierto, llorando y al final gritando.

## Personajes
- Manny: Es un mamut el protagonista, padre de Peaches  (Melocotón) y pareja de Ellie. Él se separa de su familia por la formación de los continentes. Termina en un iceberg a la deriva con Sid y Diego, pero está dispuesto a encontrar a su familia. Cuando conoce a los piratas, su rival es el Capitán Tripa.

- Sid: es un Megalonyx y el protagonista, su familia regresa pero solo para dejarle a su abuela, ya que no los soportan y por eso los abandonaron. Es un poco torpe, gracioso, y con poca suerte con las hembras. Al conocer a los piratas, su peor enemigo se volverá Squint.

- Diego: es un tigre diente de sable y el protagonista, se enamora de Shira, aunque al principio su relación era de enfrentamiento. Él ayuda a Manny a encontrar a su familia y a Sid a mantener a su abuela.

- Capitán Gutt (Capitán Tripa en Hispanoamérica): es un gigantopithecus y el principal antagonista de la película. Obliga a Manny, Sid, Diego y Scratt a ser piratas, pero ellos se niegan. Él y su tripulación desean matarlos, su mano derecha fue Shira, pero después también piensa asesinarla después de que los traicionara para salvar a Diego. Al final termina siendo devorado por una sirena.

- Shira: es una tigresa diente de sable, es el primer interés amoroso de Diego, se enamora de él después de salvarla, se molesta con facilidad cuando la llaman "Gatita". Al principio estaba en el bando de la tripulación del capitán Gutt y tenía planes de asesinar a los protagonistas. Pero termina siendo un miembro más de la manada.

- Scrat: es una ardilla dientes de sable y el culpable de la formación de los continentes. Sigue persiguiendo a su bellota. Es el primero al que capturan los piratas, pero escapa.

- Squint (Guiño en Hispanoamérica): es un palaeolagus loco y el nuevo mano derecha de Gutt así como el otro antagonista, odia que le digan lindo y conejo de pascuas, su peor enemigo es Sid.

## Doblaje
| Personaje                       | Actor de voz original | Actor de doblaje      | Actor de doblaje                                                                   |
| ------------------------------- | --------------------- | --------------------- | ---------------------------------------------------------------------------------- |
| Manny                           | Ray Romano            | Ricky Coello          | Jesús Ochoa                                                                        |
| Sid                             | John Leguizamo        | Aleix Estadella       | Carlos Espejel                                                                     |
| Diego                           | Denis Leary           | Juan Carlos Gustems   | Sebastián Llapur                                                                   |
| Ellie                           | Queen Latifah         | Mercedes Montelló     | Angélica Vale                                                                      |
| Melocotón                       | Keke Palmer           | Carla López           | Samantha Domínguez                                                                 |
| Scrat                           | Chris Wedge           |                       |                                                                                    |
| Ardillas Machos de Scratlantis  | Chris Wedge           |                       |                                                                                    |
| Eddie                           | Josh Peck             | Albert Trifol Segarra | Moisés Iván Mora                                                                   |
| Shira                           | Jennifer Lopez        | Nuria Mediavilla      | Dulce Guerrero                                                                     |
| Shira                           | Jennifer Lopez        | Nuria Mediavilla      | Alma Delia Pérez (voz cantada)                                                     |
| Crash                           | Seann William Scott   | Roger Pera            | José Antonio Macías                                                                |
| Rori                            | Jennette McCurdy      | Teresa Peralta        | Caridad Bravo                                                                      |
| Abuela de Sid                   | Wanda Sykes           | Roser Batalla         | Verónica Rivas                                                                     |
| Capitán Gutt                    | Peter Dinklage        | Alfonso Vallés        | Octavio Rojas Beto Castillo (voz cantada)                                          |
| Ethan                           | Drake                 | Iván Labanda          | Carlo Vázquez                                                                      |
| Louis                           | Josh Gad              | Jonatán López         | Arturo Castañeda                                                                   |
| Katie                           | Heather Morris        | Clara Schwarze        | Karla Falcón                                                                       |
| Flynn                           | Nick Frost            | Xavier De Llorens     | José Luis Reza Arenas                                                              |
| Silas                           | Alain Chabat          | Gónzalo Abril         | Humberto Vélez                                                                     |
| Squint                          | Aziz Ansari           | Juan Antonio Soler    | Héctor Emmanuel Gómez                                                              |
| Raz                             | Rebel Wilson          | Noemí Bayarri         | Leyla Rangel                                                                       |
| Gupta                           | Kunal Nayyar          | José Javier Serrano   | David Bueno                                                                        |
| Steffie                         | Nicki Minaj           | Paula Ribó            | Yadira Aedo                                                                        |
| Scrat                           | Karen Disher          |                       | Yadira Aedo                                                                        |
| Ardillas Hembras de Scratlantis | Karen Disher          |                       | Yadira Aedo                                                                        |
| Marshall                        | Ben Gleib             |                       | Eduardo Garza                                                                      |
| Ariscratle                      | Patrick Stewart       | Jaume Comas           | Pepe Lavat                                                                         |
| Sirena                          | Ester Dean            |                       | Romina Marroquín Payró                                                             |
| Tío Fungus                      | Eddie 'Piolin' Sotelo |                       | Jesse Conde                                                                        |
| Padre de Sid (Milton)           | Alan Tudyk            | Alberto Mieza         | Germán Fabregat                                                                    |
| Tritón                          | Alan Tudyk            |                       | Milton Wolch                                                                       |
| Madre de Sid (Eunice)           | Ester Dean            | Nuria Llop            | Laura Torres                                                                       |
| Buck                            | Simon Pegg            |                       | N/D                                                                                |
| Pájaro Bebe                     | Meghan Thurmeier      |                       | Alma Delia Pérez                                                                   |
| Insertos                        | N/A                   |                       | Daniel Cubillo                                                                     |
| Voces Adicionales               | N/A                   |                       | Toño Zamudio Consuelo Sánchez Eduardo Echeverría Gwendolyne Flores Aurora Mijangos |

## Banda sonora
Un álbum con banda sonora de música de John Powell, quien anteriormente compuso la segunda y tercera entrega, y fue lanzado el 10 de julio de 2012 por Varèse Sarabande. Además de la música original de Powell, la película presenta la novena sinfonía de Beethoven. Powell explicó su decisión: "Al principio de la película, la creación del mundo geográfico tal como lo conocemos parecía una idea tan inmensa de transmitir musicalmente, que lo dejé por completo y usé en su lugar la Novena Sinfonía de Beethoven. Con un poco de obscenidad. Con una grosera reorquestación y trucos de arreglos descaradamente baratos que normalmente se asocian con strippers, logramos que encajara perfectamente en la acción, pero el costo que debo soportar ahora es tener que vivir eternamente escondido, ya que la "Sociedad Beethoven" emitió una "fatwa". sobre mí."
En la película apareció "Chasing the Sun", interpretada por The Wanted, el primer tema musical de la película, y el segundo tema musical "We are (Family)" escrito por Ester Dean, interpretado por Keke Palmer. Ambas canciones se reproducen durante los créditos y no están disponibles en la banda sonora. "Chasing The Sun" se puede encontrar en el extended play debut estadounidense de The Wanted en 2012, The Wanted EP, mientras que una versión alternativa de "We Are (Family)" cantada únicamente por Keke Palmer está disponible para descargar.

## Recepción
Ice Age: Continental Drift recibió críticas mixtas de parte de la crítica pero más positivas de parte de la audiencia. En el portal de internet Rotten Tomatoes tiene una aprobación de 37% basada en 131 reseñas, con una puntuación de 5.1/10 de parte de la crítica, mientras que los usuarios le han dado una aprobación de 62%.
En Metacritic recibió una calificación de 49 de 100 basada en 29 reseñas, indicando "críticas mixtas". Las audiencias de CinemaScore le dieron una calificación de "A-" en una escala de A+ a F, mientras que IMDb, los usuarios le han dado una puntuación de 6.7/10 basada en más de 142 000 votos.

## Secuela
La secuela de la película: Ice Age: Collision Course, fue estrenada el 22 de julio de 2016.